# Politiezone Antwerpen
De Politiezone Antwerpen (zonenummer 5345) is een Belgische politiezone bestaande uit één gemeente, namelijk de stad Antwerpen. De politiezone behoort tot het gerechtelijk arrondissement Antwerpen.
De zone wordt geleid door korpschef Serge Muyters (broer van minister Philippe Muyters). Het beheer en de organisatie van de zone worden uitgevoerd door burgemeester Bart De Wever en de korpschef.
Van 2015 tot 2023 was het hoofdcommissariaat van de politiezone, ook wel mastergebouw genoemd, gelegen aan de Noorderlaan 500 te Antwerpen. In 2023 verhuisden meer dan 2200 medewerkers vanuit verschillende locaties (Oudaan, Noorderlaan, Digipolis, Lange Gasthuisstraat, Maréestraat en Kievitplein) naar het nieuwe mastergebouw aan Post X in Berchem.
De lokale politie van Antwerpen beschikt ook over een eigen Bijzonder Bijstandsteam.

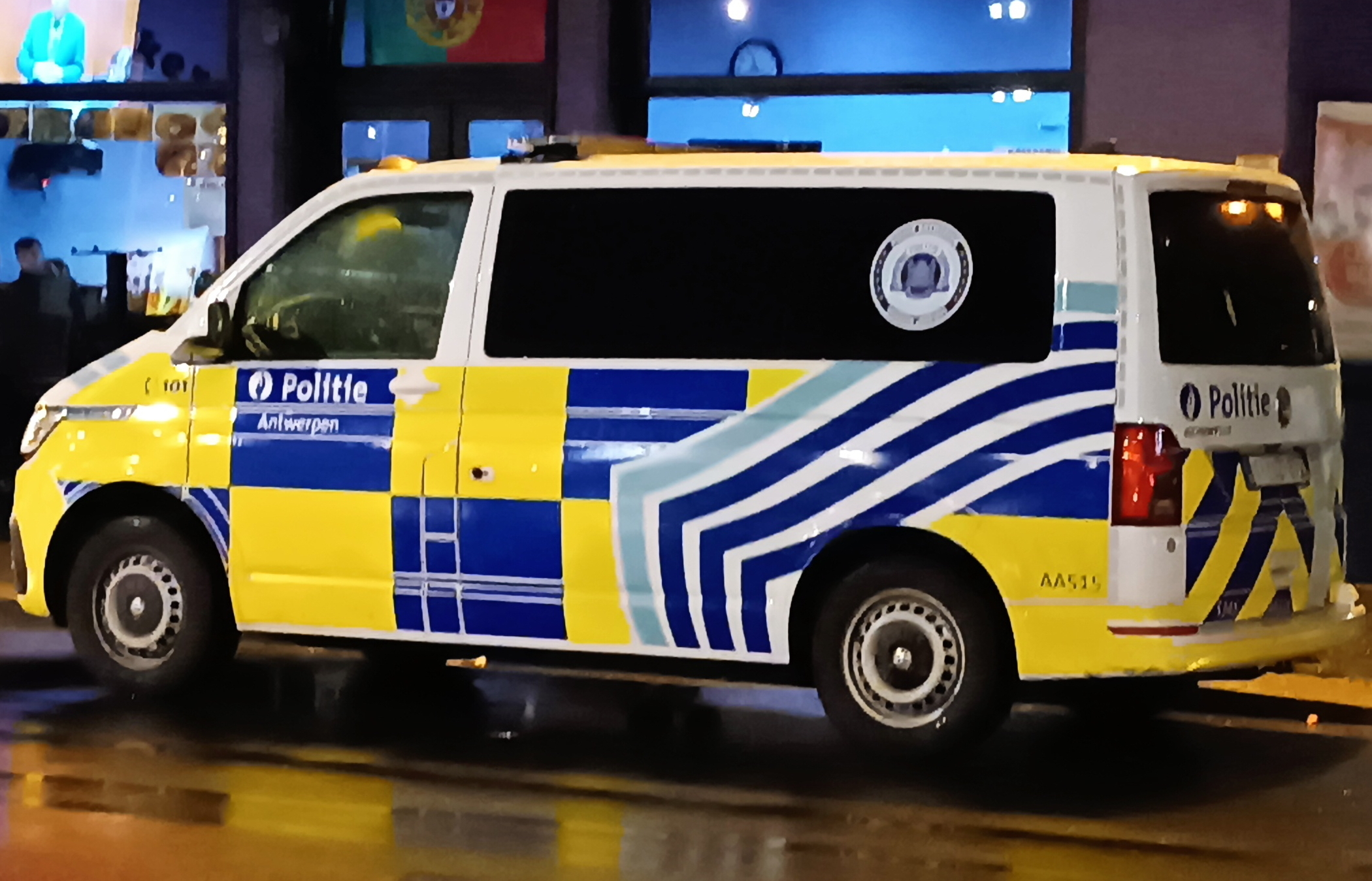
Een voertuig van de lokale politie Antwerpen

| Afdeling         | Districten                                 |
| ---------------- | ------------------------------------------ |
| Afdeling Noord   | Antwerpen · Merksem · Ekeren · Berendrecht |
| Afdeling West    | Antwerpen                                  |
| Afdeling Centrum | Antwerpen · Berchem                        |
| Afdeling City    | Antwerpen · Borgerhout                     |
| Afdeling Oost    | Deurne · Berchem                           |
| Afdeling Zuid    | Hoboken · Wilrijk · Antwerpen              |